# 北九州市立菊陵中学校
北九州市立菊陵中学校（きたきゅうしゅうしりつ きくりょうちゅうがっこう）は、福岡県北九州市小倉北区下富野一丁目にある公立中学校。

## 教育目標
- 「確かな学力･豊かな心･健やかな体の育成を目指し､多様な学習活動や体験活動を通して､生徒一人一人のよさや可能性を伸ばし､生きる力を育成する。」

## 歴史
- 1947年（昭和22年） - 「小倉市立第二中学校」として創立する。
- 1951年（昭和26年） - 「小倉市立菊陵中学校」と改称する。
- 1957年（昭和32年） - 創立10周年記念式典を挙行。
- 1963年（昭和38年） - 北九州市の成立に伴い、「北九州市立菊陵中学校」と改称。
- 1967年（昭和42年） - 創立20周年記念式典を挙行。
- 1976年（昭和51年） - 創立30周年記念式典を挙行。
- 1986年（昭和61年） - 創立40周年記念式典を挙行。
- 1996年（平成8年） - 創立50周年記念式典を挙行。
- 1998年（平成10年） - 国際化を推進するために国際理解教室設置。
- 1999年（平成11年） - 帰国外国人生徒受け入れセンター校指定。
- 2006年（平成18年） - 創立60周年記念式典を挙行。
- 2016年（平成28年） - 創立70周年記念式典を挙行。

## 交通
- バス

「砂津1丁目」が最寄バス停。「砂津」からも近い。
- 電車

小倉駅が最寄駅。

## 年間行事
- 4月 入学式
- 5月 ふれあい合宿（1年生）、修学旅行 (3年生)
- 6月
- 7月 中体連
- 8月
- 9月 体育大会、農業宿泊体験学習（2年生）
- 10月 特別支援学級合同スポーツ大会 (特別支援学級)
- 11月 文化発表会
- 12月
- 1月 職場体験学習
- 2月
- 3月 卒業式

## 著名な出身者
- 松本零士 - 漫画家（宇宙戦艦ヤマト、銀河鉄道999、宇宙海賊キャプテンハーロック）

## 周辺施設
- チャチャタウン
- サンスカイホテル
- 福岡美容専門学校北九州校
- 福岡教育大学附属小倉中学校
- 福岡教育大学附属小倉小学校